# Microrégion de Maringá
La microrégion de Maringá est l'une des huit microrégions qui subdivisent le Centre-Nord de l'État du Paraná au Brésil.
Elle comporte 5 municipalités qui regroupaient 517 275 habitants en 2006 pour une superficie totale de 1 573 km².

## Municipalités[1]
- Mandaguari
- Marialva
- Maringá
- Paiçandu
- Sarandi